# Newton Mearns
Newton Mearns (Schots-Gaelisch: Baile Ùr na Maoirne) is een stad in de Schotse council East Renfrewshire in het historisch graafschap Renfrewshire. Newton Mearns ligt ongeveer 11 kilometer ten zuidwesten van Glasgow en heeft een populatie van ongeveer 22.500.

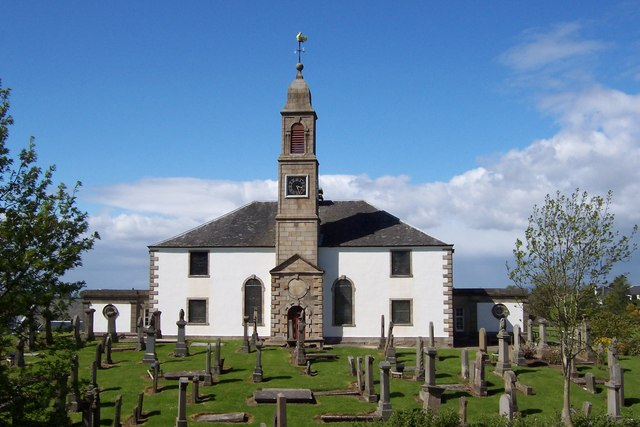
Kerk in Newton Mearns
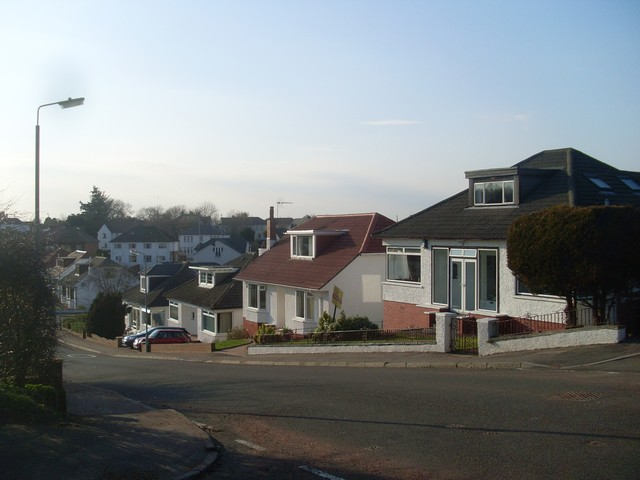
Paidmyre Road
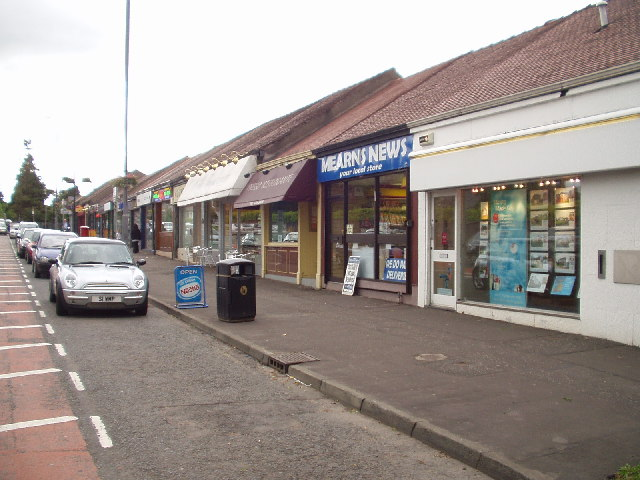
Ayr Road